# Fluchttunnel Wollankstraße

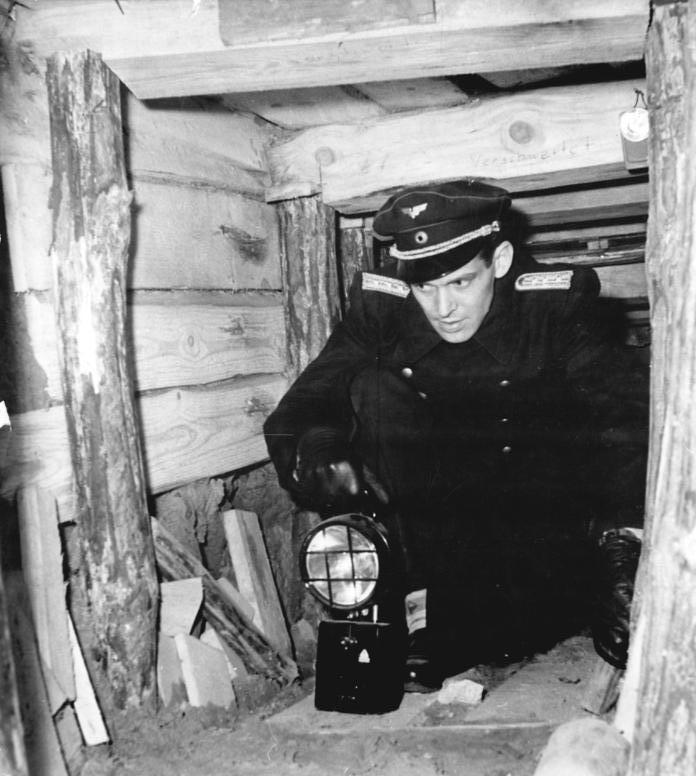
Ein Reichsbahn-Amtmann bei der Inspektion des Tunnels – Propaganda-Fotografie von Peter Heinz Junge, ADN-Zentralbild

Der Fluchttunnel Wollankstraße (auch Wollanktunnel) wurde im Januar 1962 in Berlin zur Hilfe bei der Flucht aus der DDR gebaut. Kurz vor seiner Fertigstellung brach der unter dem S-Bahnhof Wollankstraße in einer Bauzeit von etwa drei Wochen in Richtung Ost-Berlin gegrabene Fluchtweg wenige Meter hinter der Einstiegsstelle ein. Die zur Absicherung eingebauten Bretterwände und Holzstempel waren für die Erschütterungen durch den Bahnverkehr zu schwach. Als sich eine kreisförmige Absenkung im darüberliegenden Bahnsteig gebildet hatte, entdeckten Mitarbeiter der Deutschen Reichsbahn am 26. Januar 1962 das Vorhaben. Der Tunnel wurde nicht für eine Flucht genutzt.

## Tunnel

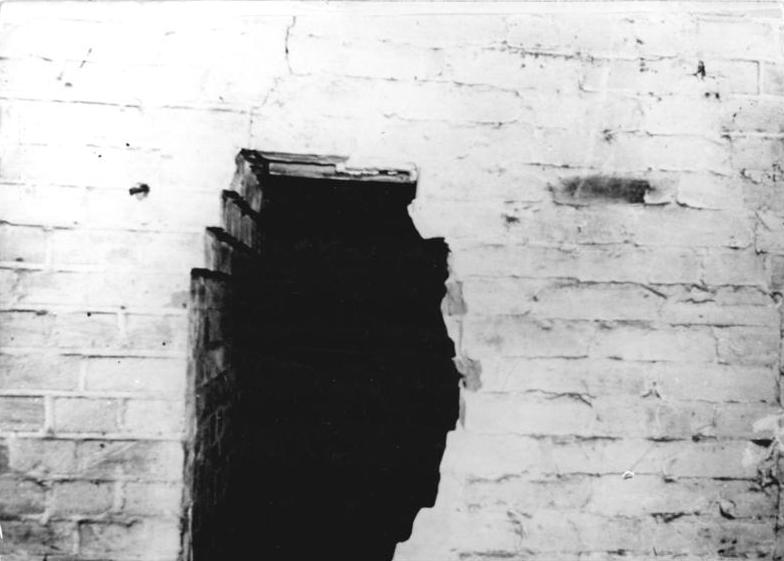
Durch den Mauerdurchbruch am 8. S-Bahn-Bogen kamen die Tunnelbauer zur Baustelle

Nach dem Bau der Berliner Mauer im August 1961 entwickelten Fluchtwillige und ihre Unterstützer verschiedene Methoden, um eine Flucht aus dem Ostteil der Stadt in den Westteil möglich zu machen. Dazu gehörten auch Fluchttunnel, von denen der „Pankower Friedhofstunnel“ im September 1961 als erster erfolgreich für die Flucht von 20 Personen genutzt wurde. Während Fluchtwillige selbst Tunnel von Ost nach West gruben, arbeiteten von West-Berlin aus Studenten und Angehörige von Fluchtwilligen an den Tunneln, bekannt wurden unter anderem die Tunnel 29 und 57. Auch am Tunnel unter dem S-Bahnhof Wollankstraße arbeitete eine studentische Fluchthilfegruppe – hauptsächlich Studenten der TU Berlin – um die Brüder Boris und Eduard Franzke. Ihr Plan sah vor, aus den Gewölben unter dem Bahnhof in den Hinterhof eines Hauses in der Schulzestraße zu graben. Das hierfür benötigte Material kostete zwischen 4000 DM und 8000 DM. Von Baubeginn bis zum Einsturz des Tunnels vergingen ungefähr drei Wochen.

### Lage
Der hochgelegte S-Bahnhof Wollankstraße lag auf Ost-Berliner Territorium, war aber nur über zwei Zugänge von der Nordbahnstraße vom  französischen Sektor erreichbar. Es hielten Züge der Berliner S-Bahn, die von der Reichsbahn betrieben wurde. Auf den Gleisen verkehrten auch Fernverkehrszüge und Militärtransporte der französischen Streitkräfte in Berlin. Während die beiden nordöstlichen Gleise auf einem Bahndamm trassiert waren, lagerte das südwestliche Gleis auf Gewölbebögen, die vor dem Zweiten Weltkrieg Händlern als Verkaufs- und Lagerfläche dienten. Bei der Teilung Berlins wurden die Bögen zugemauert und blieben ungenutzt. Auch die Passage unter der Überführung über die Wollankstraße war zugemauert.

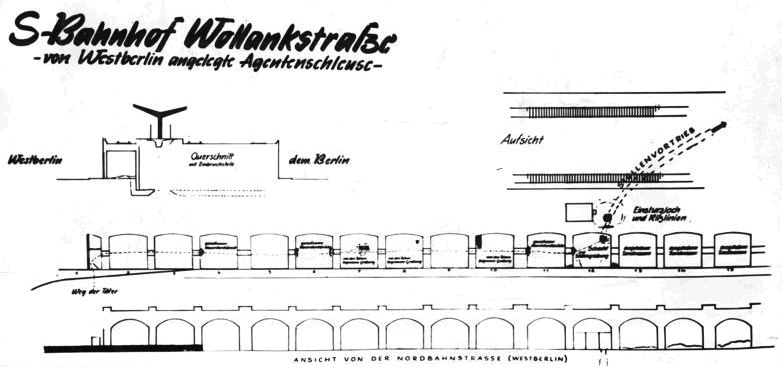
Skizze des Tunnels vom ADN-Zentralbild

### Ausführung
Zunächst wollte die Gruppe einen zwei bis drei Meter tiefen Schacht anlegen und anschließend den Tunnel nach Ost-Berlin vorantreiben. Sichtgeschützt durch die zugemauerten Gewölbebögen begannen die Studenten, an mehreren Stellen den Betonboden aufzustemmen und den Schacht auszuheben. Nach zwei erfolglosen Versuchen hoben sie an einer dritten Stelle einen etwa 2 Meter tiefen und 1,5 Meter × 2 Meter breiten Schacht aus. Von dessen Sohle begannen sie mit dem eigentlichen Tunnel, den sie mit Brettern und Balken abstützten, um ihn vor nachrutschendem Sand zu schützen.

### Einbruch und Entdeckung
Am 26. Januar 1962 brach der Tunnel etwa fünf Meter nach dem Eingangsschacht unter dem Bahnsteig des Bahnhofs ein. Die Abstützung der Tunneldecke hatte den Belastungen des ständigen Zugverkehrs nicht standgehalten. Loser Sand rutschte in den Tunnel hinein. Keiner der Tunnelbauer wurde verschüttet.
Ein Angestellter der Reichsbahn bemerkte in der folgenden Nacht eine Absenkung im Pflaster des Bahnsteigs, die bis zum Nachmittag des Tages eine Tiefe von einem Meter erreichte. Zunächst wurde ein Wasserrohrbruch angenommen. Der Bahnhofsvorsteher beobachtete gegen 20 Uhr acht bis zehn Jugendliche, die aus einem der Gewölbebögen kamen. Im Laufe des Abends sah er an den Gewölbebögen noch einen Pkw und drei Lkw, die mit Brettern beladen waren. Gegen 20:30 Uhr soll ein Student auf den Bahnsteig gekommen sein und von einem Tunnel gesprochen haben. Gegen 1 Uhr am 28. Januar kamen zwei Offiziere der Transportpolizei aus Ost-Berlin an den Bahnhof und begannen mit Ermittlungen. In der gleichen Nacht betraten Angehörige der Ost-Berliner Volkspolizei-Bereitschaft die West-Berliner Nordbahnstraße und öffneten die Gewölbebögen. Bei ihrer Suchaktion entdeckten sie den Eingang zum Tunnel. Tunnelbauer waren zu diesem Zeitpunkt nicht mehr vor Ort.

## Reaktionen

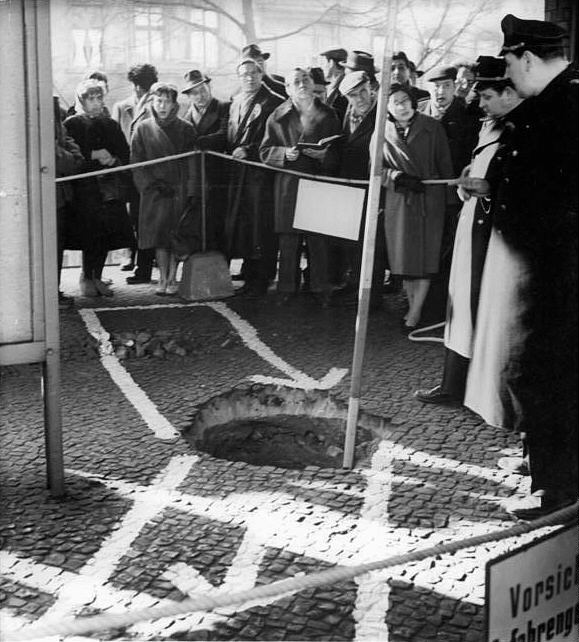
Bei einer Pressekonferenz am 1. Februar 1962 zeigte Erwin Kramer, Minister für Verkehrswesen, den Tunnel der internationalen Presse

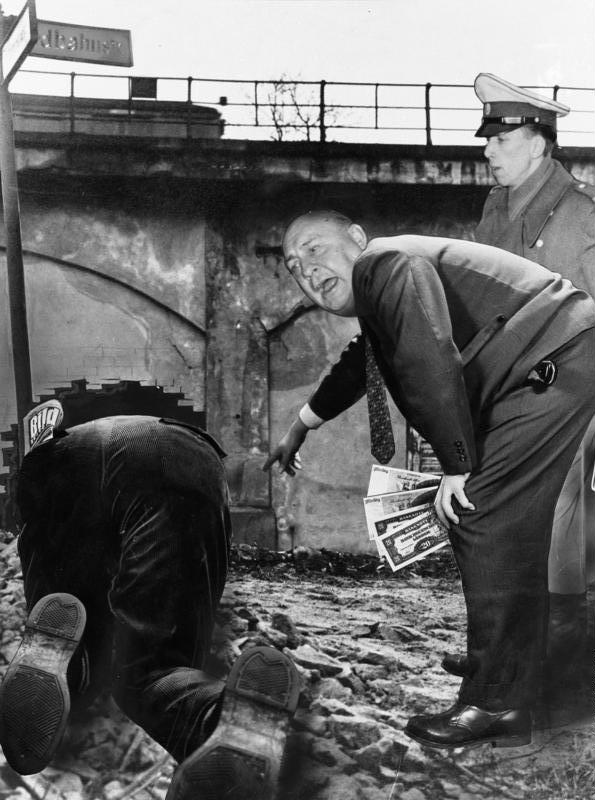
Eine Fotomontage von ADN-Zentralbild suggerierte eine Verantwortung von Ernst Lemmer, Bundesminister für gesamtdeutsche Fragen, und der Bild-Zeitung für den Tunnel

### Pressekonferenz
Der Verkehrsminister der DDR, Erwin Kramer, lud am 1. Februar 1962 Journalisten zu einer Pressekonferenz an den Bahnhof Wollankstraße ein und präsentierte ihnen den Tunnel, den er als „Agentenschleuse“ bezeichnete. Neben dem Tunnel wurden auch gefundene Ausrüstungsgegenstände wie Batterien und Äxte sowie eine Skizze des Tunnels und ein Notizzettel der Erbauer ausgestellt. Bei dem Termin war es westlichen Medienvertretern nicht gestattet, Kameras oder Tonbandgeräte mitzubringen. Sie durften auch nicht in den Tunnel absteigen, während dies Journalisten aus den Ländern des Warschauer Pakts gestattet war. Angehörige der Grenztruppen der DDR überwachten die Veranstaltung.
Der Staatssekretär im DDR-Außenministerium, Otto Winzer, veröffentlichte am gleichen Tag ein Protestschreiben an den französischen Stadtkommandanten, in welchem er den Tunnelbau als Gefährdung des Bahnverkehrs darstellte, die durch den Einsturz des Tunnels entstanden sei. Der Zugverkehr war durch den Tunnel jedoch nicht gefährdet, da er zu gering war und sich die Last über die Schwellen und Schienen auf den Untergrund verteilte.
Auf Anordnung Erich Honeckers, des Sekretärs des Nationalen Verteidigungsrats der DDR, benutzten die DDR-Massenmedien ausgiebig den entdeckten Tunnel. Honecker hatte zuvor bemängelt, dass die Entdeckung des „Pankower Friedhofstunnels“ im Dezember 1961 nicht ausreichend für die Zwecke der DDR genutzt worden war. So verwandte die Regierung der DDR den Wollanktunnel wiederholt als Beispiel für Angriffe auf das eigene Hoheitsgebiet. Die meist studentische Fluchthilfe wurde dabei zum Terrorismus erklärt.

### Presseecho
Das Presseecho unterschied sich in den beiden Hälften der Stadt. Das SED-Zentralorgan Neues Deutschland titelte: „Westagenturen müssen eingestehen: Stollen – Werk von Banditen“. In der Darstellung der Ost-Berliner Zeitungen war der Tunnel von Spionen und Agenten gebaut worden, um unerkannt in die DDR eindringen zu können und ihr zu schaden. Diese Linie entsprach den Äußerungen der Offiziellen. Die westlichen Medien berichteten von einer studentischen Aktion und brachten ihre Ablehnung des SED-Regimes und der Berliner Mauer zum Ausdruck.

## Ermittlungen der Staatssicherheit
Das Ministerium für Staatssicherheit (MfS) nahm kurz nach der Entdeckung des Tunnels die Ermittlungen auf. In einem Zwischenbericht vom 13. Februar schätzte es die Baukosten auf etwa 8000 DM und stellte fest, dass es sich bei den Beteiligten um Minderbemittelte handele, die nicht in der Lage gewesen wären, die Kosten zu tragen. Die Zentrale der Tunnelbauer vermutet es im Studentenwerk der TU Berlin. Wie auch im Abschlussbericht machte das MfS neben den Gebrüdern Franzke die Girrmann-Gruppe und Bodo Köhler als Hauptverantwortliche aus. Weder Girrmann noch Köhler hatten an dem Tunnel mitgearbeitet, waren aber an anderen Stellen in Berlin an Tunnelbauten beteiligt. Über die Gebrüder Franzke berichtete das MfS fälschlich, sie seien mehrfach vorbestraft. Kein Tunnelbauer wurde festgenommen.
Das MfS schlug vor, nach drei Studenten namentlich zu suchen und auch bei den West-Berliner Strafverfolgungsbehörden eine Fahndung zu beantragen.